# Sostanza gelatinosa di Rolando
La sostanza gelatinosa di Rolando (substantia gelatinosa) è una porzione del midollo spinale, l'apice del corno grigio posteriore, che è costituita da una massa a "V" o a mezzaluna di neuroglia gelatinosa traslucida.
Contiene sia cellule neurogliali che piccole cellule nervose. L'aspetto gelatinoso è dovuto ad una bassissima concentrazione di fibre mielinizzate. Si estende per l'intera lunghezza del midollo spinale e prosegue nel midollo allungato dove diventa il nucleo spinale del nervo trigemino.
Prende il nome dall'anatomista italiano Luigi Rolando.
Corrisponde alla lamina di Rexed II.

## Struttura
La sostanza gelatinosa è composta da una lamina esterna e da una lamina interna. Nei roditori, la lamina interna è divisa in una lamina interna dorsale e ventrale. La distinzione tra queste lamine risiede nelle aree del midollo spinale che inviano informazioni da e verso le lamine stesse (proiezioni in ingresso e in uscita).
I tipi di cellule all'interno della SGR includono cellule insulari, cellule centrali, cellule verticali grandi, piccole cellule verticali e cellule radiali. Le cellule insulari e le piccole cellule verticali sono principalmente GABAergiche, mentre le grandi cellule verticali e le cellule radiali sono principalmente glutammatergiche. I termini GABAergico e glutammatergico si riferiscono al neurotrasmettitore (GABA e glutammato, rispettivamente) che la cellula rilascia. In genere, il rilascio di GABA da una cellula fa sì che la cellula bersaglio venga iperpolarizzata. Il rilascio di glutammato in genere provoca la depolarizzazione della cellula successiva. Le cellule centrali possono essere glutamatergiche o GABAergiche. Queste cellule fanno sinapsi l'una sull'altra per modulare la segnalazione del dolore attraverso il rilascio di questi diversi neurotrasmettitori e di vari neuropeptidi.
Le cellule della SGR ricevono input l'una dall'altra e dai neuroni afferenti primari e proiettano verso l'esterno ad altre cellule all'interno della lamina. Circuiti complessi di eccitazione e inibizione portano alla trasmissione e all'inibizione dei segnali del dolore attraverso il midollo spinale al talamo.

## Funzione
La substantia gelatinosa è un punto (il nucleo proprio è l'altro) dove vi è la sinapsi tra i neuroni di primo ordine del tratto spinotalamico e quelli di second'ordine.
Molti recettori μ e -oppioidi, presinaptici e postsinaptici, si trovano su queste cellule nervose e sono quindi target per la terapia del dolore ad origine periferica. Ad esempio, la somministrazione spinale di oppioidi provoca analgesia principalmente per azione sul corno dorsale del midollo spinale nella substantia gelatinosa dove inibiscono il rilascio di neurotrasmettitori eccitatori come la sostanza P e il glutammato e inibiscono la trasmissione dolorifica afferente attraverso l'iperpolarizzazione dei neuroni postsinaptici.
Le fibre C terminano in questo strato. Pertanto i corpi cellulari situati qui fanno parte del percorso nocicettivo che trasmette una sensazione di dolore a conduzione lenta e scarsamente localizzata. Tuttavia, alcune fibre Aδ (che trasportano una sensazione di dolore rapida e localizzata) terminano anch'esse nella substantia gelatinosa, principalmente attraverso gli assoni che proiettano al nucleo proprio. Vi è quindi un "dialogo" incrociato tra i due percorsi del dolore.
Le fibre C che trasportano informazioni sul dolore e sulla temperatura fanno sinapsi nella lamina esterna II e nella lamina interna dorsale II e rilasciano glutammato. Alcune fibre C rilasciano anche il fattore neurotrofico cerebrale, che può essere sia eccitatorio che inibitorio, a seconda delle caratteristiche del neurone postsinaptico. Queste fibre fanno parte di un percorso che può essere implicato nella sensibilizzazione centrale in condizioni di dolore cronico. Le fibre che proiettano su queste lamine ma che rilasciano peptidi SST e GDNF fanno parte di una via discendente che inibisce la segnalazione del dolore.
Alcune parti della SGR proiettano al nucleo posteromarginale del midollo spinale, o lamina I, e alle lamine III-V. La maggior parte di queste proiezioni sono eccitatorie.